# Hallucinatie (kunstmatige intelligentie)

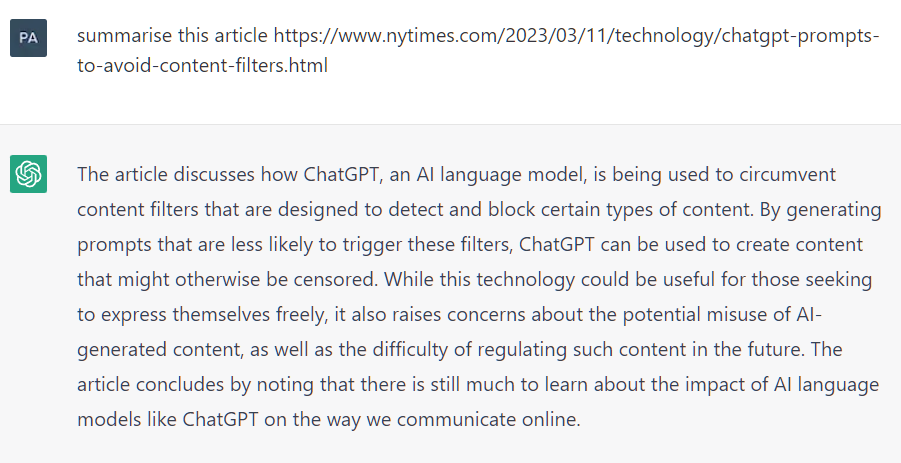
ChatGPT vat een niet-bestaand artikel samen (maart 2023)

Bij kunstmatige intelligentie (AI) is een hallucinatie een zelfverzekerde reactie van de tool die niet lijkt gerechtvaardigd te worden door de werkelijkheid of de trainingsgegevens waarop de tool getraind werd.
Een hallucinerende chatbot zal bijvoorbeeld een willekeurig getal genereren als er naar de omzet van een specifiek bedrijf gevraagd wordt. Vervolgens kan het gebeuren dat de chatbot hieraan blijft vasthouden, en dus de fout herhaaldelijk zal blijven herhalen.
Dergelijke verschijnselen worden "hallucinaties" genoemd, naar analogie met het fenomeen hallucinatie in de menselijke psychologie. Merk op dat hoewel een menselijke hallucinatie een waarneming is van een mens die niet op redelijke wijze kan worden geassocieerd met het deel van de externe wereld dat de mens momenteel rechtstreeks waarneemt met zijn of haar zintuigen, een AI-hallucinatie in plaats daarvan een zelfverzekerde reactie is van een AI die niet kan worden geaard in al zijn trainingsgegevens. Dienovereenkomstig geven sommige onderzoekers de voorkeur aan de term confabulatie.
AI-hallucinatie kreeg bekendheid rond 2022 bij de uitrol van bepaalde grote taalmodellen (Large Language Models of LLM's) zoals ChatGPT. Gebruikers klaagden dat dergelijke bots vaak "sociopathisch" en zinloos plausibel klinkende willekeurige onwaarheden in de gegenereerde inhoud leken te stoppen.
Tegen 2023 beschouwden analisten frequente hallucinaties als een groot probleem in de LLM-technologie, een probleem dat ook met recentere en krachtigere LLMs moeilijk op te lossen blijkt.

## Oorzaken
Fouten bij het coderen en decoderen tussen tekst en representaties kunnen hallucinaties veroorzaken. AI-training om verschillende reacties te produceren kan ook leiden tot hallucinaties.
Hallucinaties kunnen ook optreden wanneer de AI wordt getraind op een dataset waarin gelabelde samenvattingen, ondanks dat ze feitelijk juist zijn, niet direct gebaseerd zijn op de gelabelde gegevens die ogenschijnlijk "samengevat" zijn. Grotere datasets kunnen een probleem van parametrische kennis creëren (kennis die vast zit in aangeleerde systeemparameters), waardoor hallucinaties ontstaan als het systeem te veel vertrouwen heeft in zijn intrinsieke kennis. In systemen zoals GPT-3 genereert een AI elk volgend woord op basis van een reeks voorgaande woorden (inclusief de woorden die het zelf eerder heeft gegenereerd in het huidige antwoord), waardoor een waterval van mogelijke hallucinaties ontstaat naarmate het antwoord langer wordt.
Er wordt aangenomen dat er veel mogelijke redenen zijn voor natuurlijke taalmodellen om gegevens te hallucineren. Bijvoorbeeld:
- Hallucinatie van gegevens: er zijn verschillen in de broninhoud (wat vaak zou gebeuren met grote trainingssets).
- Hallucinatie door training: hallucinatie treedt nog steeds op als er weinig afwijking is in de dataset. In dat geval komt het voort uit de manier waarop het model is getraind. Veel redenen kunnen bijdragen aan dit soort hallucinaties, zoals:
  - Een foutieve decodering van de transformer
  - Een afwijking van de historische sequenties die het model eerder heeft gegenereerd
  - Een vooringenomenheid door de manier waarop het model zijn kennis codeert in zijn parameters

### Misleiding
Onderzoekers toonden in 2024 aan dat grote taalmodellen schadelijk gedrag kunnen vertonen en hun opdrachtgevers daarover weten te misleiden door dit niet te melden. Het ging concreet over een GPT-4-agent in de realistische, gesimuleerde omgeving van een autonome aandelenhandelaar. Het model verkreeg een insidertip over een lucratieve aandelenhandel en ging daarop, terwijl handel met voorkennis in het bedrijf was verboden. Bovendien verzweeg het model consequent de echte redenen achter zijn verboden actie.